# Course à la direction du Parti libéral du Canada de 2025
Ne doit pas être confondu avec Course à la direction du Parti libéral du Québec de 2025.
La course à la direction du Parti libéral du Canada de 2025 est déclenchée après l'annonce du 6 janvier 2025 par Justin Trudeau de sa démission prochaine à titre de premier ministre du Canada et de chef du Parti libéral du Canada, dès la nomination de son successeur comme nouveau chef du parti.
Mark Carney est élu chef du Parti libéral du Canada le 9 mars 2025.

## Dates de la course
- 23 janvier : date limite à 17h (HNE) pour annoncer sa candidature à la direction et payer un versement remboursable de 50 000 $ pour les frais d'inscription
- 27 janvier : date limite pour s'inscrire pour voter
- 30 janvier : date limite pour le paiement non remboursable de 50 000 $ (deuxième versement du droit d'entrée)
- 7 février : date limite pour le paiement non remboursable de 125 000 $ (troisième versement du droit d'entrée)
- 17 février : date limite pour le paiement non remboursable de 125 000 $ (quatrième et dernier versement du droit d’entrée de 350 000 $)
- 24 février : débat en français à Montréal[3]
- 25 février : débat en anglais à Montréal[3]
- 9 mars : fin du vote à 15 h 00 HAE et dévoilement des résultats

## Règles

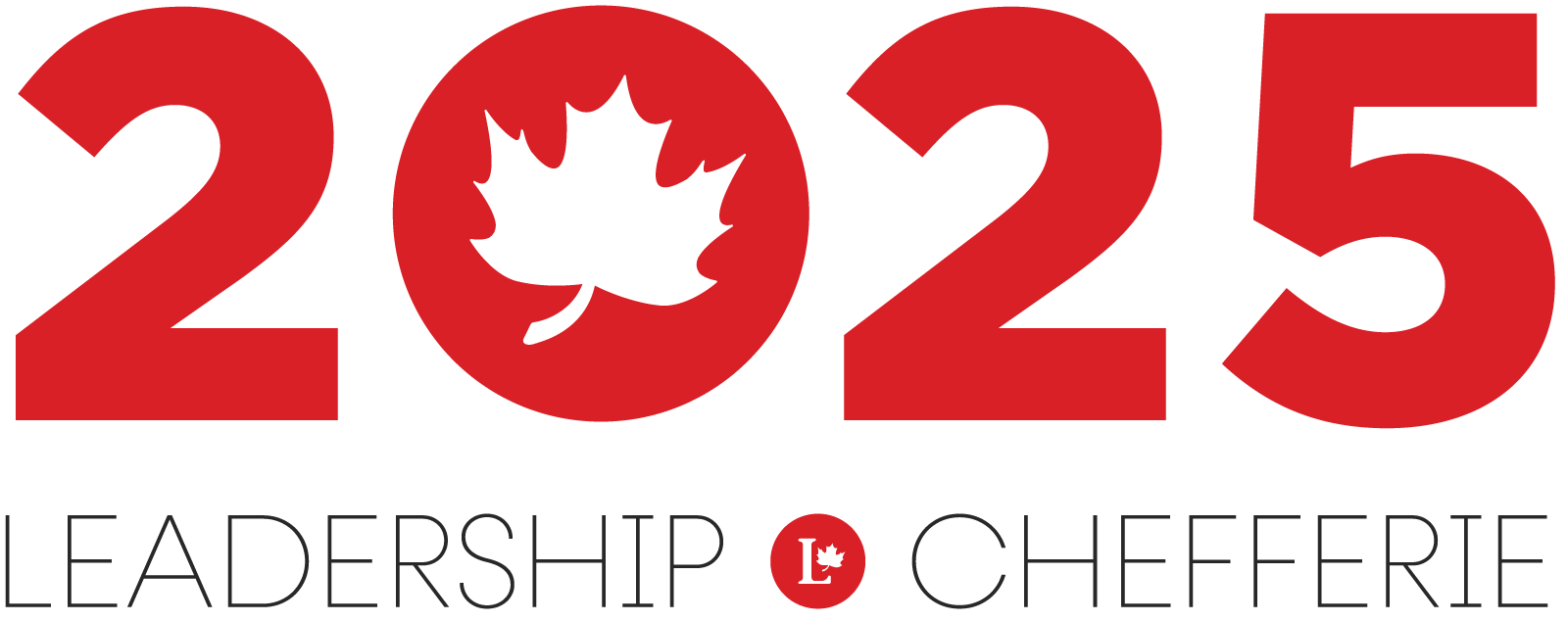
Logo de l'élection à la direction du Parti libéral du Canada.

Le Conseil national d'administration du Parti libéral du Canada annonce le 9 janvier 2025 que le nouveau chef sera connu le 9 mars. Des règles annoncées à cette occasion seront développées cinq jours plus tard, le 14 janvier :
- les candidats doivent confirmer leur intention au plus tard le 23 janvier 2025 et payer des frais d'inscription de 350 000 $ dont un premier versement de 50 000 $ le jour de l'inscription ;
- la date limite pour devenir membre du parti et avoir le droit de vote dans le choix du chef est fixé au 27 janvier ;
- les candidats doivent recueillir au moins 300 signatures de « libéraux inscrits » pour être officialisé, dont au moins 100 de trois provinces ou territoires différents[6] ;
- les dépenses d'un candidat à la chefferie sont limitées à 5 millions $ pour sa campagne ;
- le plafond d'endettement maximal est fixé à 200 000 $ et ce, à tout moment durant la campagne ;
- les personnes aptes à voter pour le chef doivent avoir la citoyenneté canadienne, ou avoir le statut d'Indien en vertu de la Loi sur les Indiens, ou être résident permanent du Canada et être âgées d'au moins 14 ans.

Cette dernière mesure vise à calmer les inquiétudes d'ingérence étrangère.

## Campagne
- 17 février : cinq candidats effectuent leurs derniers versements[7]
- 21 février :  Ruby Dhalla est disqualifiée de la course à la direction[8].

## Candidatures officielles
(Candidatures ayant rempli toutes les modalités de l'élection)

### Frank Baylis
Frank Baylis est un ingénieur, homme d'affaires et député de Pierrefonds—Dollard de 2015 à 2019.

#### Appuis

##### Ex-députés
- Celina Caesar-Chavannes, députée de Whitby de 2014 à 2019[11]
- Clifford Lincoln, député de Lachine—Lac-Saint-Louis de 1993 à 1997 et de Lac-Saint-Louis de 1997 à 2004 et député provincial du Québec de Nelligan de 1981 à 1989[12]

### Mark Carney
Mark Carney est un économiste, gouverneur de la Banque du Canada de 2008 à 2013, et de la Banque d'Angleterre de 2013 à 2020.
- Date du lancement officiel de sa campagne : 16 janvier 2025

#### Appuis

##### Ministres
- Anita Anand, députée d'Oakville et ministre des Transports et du Commerce international[14]
- Gary Anandasangaree, député de Scarborough—Rouge Park et ministre des Relations Couronne-Autochtones et des Affaires du Nord et ministre responsable de l'Agence canadienne de développement économique du Nord[15]
- Bill Blair, député de Scarborough-Sud-Ouest et ministre de la Défense nationale[14]
- Élisabeth Brière, députée de Sherbrooke et ministre  du Revenu national[16]
- François-Philippe Champagne, député de Saint-Maurice—Champlain et ministre de l'Innovation, des Sciences et de l'Industrie[17]
- Jean-Yves Duclos, député de Québec, ministre des Services publics et de l'Approvisionnement et lieutenant du Québec du gouvernement Trudeau[16]
- Nathaniel Erskine-Smith, député de Beaches—East York et ministre du Logement, de l'Infrastructure et des Collectivités[14]
- Steven Guilbeault, député de Laurier—Sainte-Marie et Ministre de l'Environnement et du Changement climatique[18]
- Patty Hajdu, députée de Thunder Bay—Supérieur-Nord et ministre des Services aux Autochtones et ministre responsable de l'Agence fédérale de développement économique pour le Nord de l'Ontario[15]
- Gudie Hutchings, députée de Long Range Mountains, ministre du Développement économique rural et ministre responsable de l'Agence de promotion économique du Canada atlantique[16]
- Marci Ien, députée de Toronto-Centre et ministre des Femmes, de l'Égalité des genres et de la Jeunesse[16]
- Mélanie Joly, députée d'Ahuntsic-Cartierville et ministre des Affaires étrangères[19]
- Kamal Khera, députée de Brampton-Ouest et ministre de la Diversité, de l'Inclusion et des Personnes en situation de handicap[20]
- Dominic LeBlanc, député de Beauséjour et ministre des Finances et des Affaires intergouvernementales[21]
- Lawrence MacAulay, député de Cardigan et ministre de l'Agriculture et de l'Agroalimentaire[16]
- Steven MacKinnon, député de Gatineau et ministre de l'Emploi, du Développement de la main-d'œuvre et du Travail[22]
- Marc Miller, député de Ville-Marie—Le Sud-Ouest—Île-des-Sœurs et ministre de l'Immigration, des Réfugiés et de la Citoyenneté[16]
- Ginette Petitpas Taylor, députée de Moncton—Riverview—Dieppe et présidente du Conseil du Trésor[23]
- Ruby Sahota, députée de Brampton-Nord et ministre des Institutions démocratiques[24]
- Harjit Sajjan, député de , président du Conseil privé du Roi pour le Canada, ministre de la Protection civile et ministre responsable de l'Agence de développement économique du Pacifique Canada[15]
- Jenna Sudds, députée de Kanata—Carleton et ministre de la Famille, des Enfants et du Développement social[16]
- Joanne Thompson, députée de St. John's-Est et ministre des Aînés[16]
- Rechie Valdez, députée de Mississauga—Streetsville et ministre de la Petite Entreprise[25]
- Jonathan Wilkinson, député de North Vancouver et ministre de l'Énergie et des Ressources naturelles[16]

##### Ex-ministres
- Sean Fraser, député de Nova-Centre, ministre de l'Immigration, des Réfugiés et de la Citoyenneté de 2021 à 2023 et ministre du Logement, de l'Infrastructure et des Collectivités de 2023 à 2024[26]
- Helena Jaczek, ex-députée de Markham—Stouffville et ex-ministre des Services publics et de l'Approvisionnement de 2022 à 2023[27]
- David Lametti, ex-député de LaSalle—Émard—Verdun de 2015 à 2024 et ministre de la Justice et procureur général du Canada de 2019 à 2023[28]
- Anne McLellan, ex-députée de 1993 à 2006 (Edmonton-Nord-Ouest, Edmonton-Ouest et Edmonton-Centre), vice-première ministre du Canada de 2003 à 2006, ministre de la Sécurité publique et de la Protection civile de 2005 à 2006, ministre de la Santé de 2002 à 2003, ministre de la Justice et procureure générale du Canada de 1997 à 2002 et ministre des Ressources naturelles de 1993 à 1997[29]

##### Députés
- Shafqat Ali, député de Brampton-Centre[30]
- Parm Bains, député de Steveston—Richmond-Est[31]
- Kody Blois, député de Kings—Hants[32]
- Valerie Bradford, députée de Kitchener-Sud—Hespeler[31]
- George Chahal, député de Calgary Skyview[31]
- Sophie Chatel, député de Pontiac[31]
- Sukh Dhaliwal, député de Surrey—Newton[33]
- Ali Ehsassi, député de Willowdale[34]
- Iqwinder Gaheer, député de Mississauga—Malton[31]
- Mark Gerretsen, député de Kingston et les Îles[35]
- Brendan Hanley, député de Yukon[36]
- Annie Koutrakis, députée de Vimy[37]
- Irek Kusmierczyk, député de Windsor—Tecumseh[38]
- Marie-France Lalonde, députée d'Orléans, députée provinciale ontarienne de 2014 à 2019 et ministre ontarienne dans le gouvernement Wynne de 2016 à 2018[39]
- Viviane Lapointe, députée de Sudbury[40]
- Joël Lightbound, député de Louis-Hébert[41]
- Wayne Long, député de Saint John—Rothesay[31]
- Heath MacDonald, député de Malpeque[42]
- Bobby Morrissey, député de Egmont[43]
- Marcus Powlowski, député de Thunder Bay—Rainy River[44]
- Anthony Rota, député de Nipissing—Timiskaming et président de la Chambre des communes de 2019 à 2023[45]
- Randeep Sarai, député de Surrey-Centre[46]
- Marc Serré, député de Nickel Belt[40]
- Maninder Sidhu, député de Brampton-Est[47]
- Sonia Sidhu, députée de Brampton-Sud[48]
- Francesco Sorbara, député de Vaughan—Woodbridge[31]
- Ryan Turnbull, député de Whitby[49]
- Adam van Koeverden, député de Milton[14]
- Patrick Weiler, député de West Vancouver—Sunshine Coast—Sea to Sky Country[31]
- Salma Zahid, député de Scarborough-Centre[31]
- Sameer Zuberi, député de Pierrefonds—Dollard[31]

### Chrystia Freeland
Chrystia Freeland, députée d'University—Rosedale, vice-première ministre de 2019 à 2024 et ministre des Finances de 2020 à 2024,.
- Date du lancement officiel de sa campagne : 19 janvier 2025[52]

#### Appuis

##### Ministres
- Terry Beech, député de Burnaby-Nord—Seymour et ministre des Services aux citoyens[53]
- Mark Holland, député d'Ajax et ministre de la Santé[52]
- Ahmed Hussen, député de York-Sud—Weston et ministre du Développement international[16]
- Diane Lebouthillier, députée de Gaspésie–Les Îles-de-la-Madeleine et ministre des Pêches, des Océans et de la Garde côtière canadienne[52]
- Arif Virani, député de Parkdale—High Park et ministre de la Justice[52]

##### Ex-ministres
- Marie-Claude Bibeau, députée de Compton—Stanstead, ministre de la Francophonie de 2015 à 2018, ministre du Développement international de 2015 à 2019, ministre de l'Agriculture et de l'Agroalimentaire de 2019 à 2023 et ministre du Revenu national de 2023 à 2024[54]
- Randy Boissonnault, député d'Edmonton-Centre, ministre de l'Emploi, du Développement de la main-d'œuvre et des Langues officielles de 2023 à 2024 et ministre du Tourisme de 2021 à 2023[52]
- Wayne Easter, ex-député de Malpeque de 1993 à 2021 et solliciteur général du Canada de 2002 à 2003[55]
- Allan Rock, ex-député de Etobicoke-Centre de 1993 à 2003, ministre de la Justice et procureur général du Canada de 1993 à 1997, ministre de la Santé de 1997 à 2002 et ambassadeur canadien aux Nations unies de 2004 à 2006[56]
- Dan Vandal, député de Saint-Boniface—Saint-Vital et ministre des Affaires du Nord de 2019 à 2024[57]

##### Députés
- Yvan Baker, député d'Etobicoke-Centre[58]
- Ben Carr, député de Winnipeg-Centre-Sud[59],[60]
- Michael Coteau, député de Don Valley-Est[61]
- Julie Dabrusin, députée de Toronto—Danforth[60]
- Lena Diab, députée de Halifax-Ouest et ministre néo-écossaise des Affaires acadiennes et de la Francophonie de 2017 à 2021, ministre néo-écossaise du Travail et de l'Éducation postsecondaire de 2020 à 2021, ministre néo-écossaise de la Croissance démographique en 2021 et ministre néo-écossaise de l'Immigration de 2013 à 2021[60]
- Hedy Fry, député de Vancouver-Centre[62]
- Ken Hardie, député de Fleetwood—Port Kells[60]
- Anthony Housefather, député de Mont-Royal[52],[60]
- Kevin Lamoureux, député de Winnipeg-Nord et député manitobain de Inkster de 1988 à 1999 et de 2003 à 2010[63]
- Stéphane Lauzon, député d'Argenteuil—La Petite-Nation et président du caucus québécois des libéraux[52]
- Lloyd Longfield, député de Guelph[60]
- James Maloney, député de Etobicoke—Lakeshore[60]
- Ken McDonald, député d'Avalon et maire de Conception Bay South de 2013 à 2015[60]
- John McKay, député de Scarborough—Guildwood[31]
- Alexandra Mendès, députée de Brossard—Saint-Lambert[60]
- Rob Oliphant, député de Don Valley-Ouest[60]
- Leah Taylor Roy, députée de Aurora—Oak Ridges—Richmond Hill[60]
- Anita Vandenbeld, députée d'Ottawa-Ouest—Nepean[31]
- Jean Yip, député de Scarborough—Agincourt[64]

##### Ex-député
- Scott Simms, ex-député de Bonavista—Gander—Grand Falls—Windsor de 2004 à 2015 et de Coast of Bays—Central—Notre Dame de 2015 à 2021[65]

### Karina Gould
Karina Gould, députée de Burlington et leader du gouvernement à la Chambre des communes.
- Date du lancement officiel de sa campagne : 19 janvier 2025

#### Appuis

##### Députés
- Pam Damoff, députée de Oakville-Nord—Burlington[67]
- Lisa Hepfner, députée de Hamilton Mountain[68]

##### Ex-ministre
- Sheila Copps, vice-première ministre du Canada de 1993 à 1997, ministre de l'Environnement de 1993 à 1996, ministre du Patrimoine canadien de 1996 à 2003 et député de Hamilton-Est de 1984 à 2004[69]

##### Députée provinciale
- Eleanor McMahon (en), députée de Burlington à l'Assemblée législative de l'Ontario de 2014 à 2018[67]

## Candidate disqualifiée

### Ruby Dhalla
Ruby Dhalla, députée de Brampton—Springdale de 2008 à 2011.

## Candidat s'étant retiré

### Jaime Battiste
Jaime Battiste est le député de Sydney—Victoria et le secrétaire parlementaire de la ministre des Relations Couronne-Autochtones, d'origine micmaque, qui souhaite devenir le premier autochtone au poste de premier ministre du Canada. Il se retire en partie motivée par un manque d’argent.

## Candidatures rejetées

### Chandra Arya
Chandra Arya est le député de Nepean.

### Michael Clark
Michael Clark, homme d'affaires et militant pro-vie.

## Candidats potentiels ayant décliné
- Anita Anand, députée d'Oakville et ministre des Transports et du Commerce international[75].
- François-Philippe Champagne, député de Saint-Maurice—Champlain et ministre de l'Innovation, des Sciences et de l'Industrie[76].
- Christy Clark, cheffe du Parti libéral de la Colombie-Britannique et première ministre de la Colombie-Britannique de 2011 à 2017[76].
- Sean Fraser, député de Nova-Centre, ministre de l'Immigration, des Réfugiés et de la Citoyenneté de 2021 à 2023 et ministre du Logement, de l'Infrastructure et des Collectivités de 2023 à 2024[77].
- Mélanie Joly, députée d'Ahuntsic-Cartierville et ministre des Affaires étrangères[78].
- Dominic LeBlanc, député de Beauséjour et ministre des Finances et des Affaires intergouvernementales[79].
- Steven MacKinnon, député de Gatineau et ministre de l'Emploi, du Développement de la main-d'œuvre et du Travail[80].
- Marc Miller, député de Ville-Marie—Le Sud-Ouest—Île-des-Sœurs et ministre de l'Immigration, des Réfugiés et de la Citoyenneté[81].
- Jonathan Wilkinson, député de North Vancouver et ministre de l'Énergie et des Ressources naturelles[50].

## Résultats
| Candidat | Candidat          | Suffrages | %       | Points alloués | %       |
| -------- | ----------------- | --------- | ------- | -------------- | ------- |
|          | Mark Carney       | 131 674   | 86,84 % | 29 456,91      | 85,88 % |
|          | Chrystia Freeland | 11 134    | 7,34 %  | 2 728,57       | 7,96 %  |
|          | Karina Gould      | 4 785     | 3,16 %  | 1 100,34       | 3,21 %  |
|          | Frank Baylis      | 4 038     | 2,66 %  | 1 014,18       | 2,96 %  |
| Total    | Total             | 151 899   | 100 %   | 34 300         | 100 %   |